# Tour della nazionale maschile di rugby a 15 della Francia 2009
Nel periodo tra le edizioni della Coppa del Mondo di rugby del 2007 e del 2011, la Francia, nazionale di rugby a 15, si è recata o si recherà varie volte in tour oltremare.
Nel 2009, due selezioni francesi si sono recate all'estero. La squadra nazionale ha visitato la Nuova Zelanda e l'Australia, mentre la selezione "France Fédérale" (nota anche come "France Amateurs") formata dai giocatori delle serie semiprofessionistiche ha visitato il Brasile.

## La nazionale maggiore in Nuova Zelanda ed Australia
| Dunedin 13 giugno 2009 | Nuova Zelanda | 22 – 27 | Francia |  |

| Wellington 20 giugno 2009 | Nuova Zelanda | 14 – 10 | Francia |  |

| Sydney 27 giugno 2009 | Australia | 22 – 6 | Francia |  |

## 2009: France Fédérale in Brasile
| Sao Jose dos Campos 29 agosto 2009 | Brasile | 3 – 36 | Francia Fédérale |  |

| Embu 2 settembre 2009 | Brasile | 6 – 50 | Francia Fédérale |  |